# 1938年至1939年英格蘭足總盃
1938/39球季英格蘭足總盃（英語：FA Cup），是第64屆英格蘭足總盃，今屆賽事的冠軍是樸茨茅夫，他們在決賽以4:1擊敗狼隊，奪得冠軍。本屆賽事繼續在舊溫布萊球場舉行。
本屆賽事是二戰結束前的最後一屆賽事。

## 外部連結
1. 英格蘭足總盃官網Archive-It的存檔，存档日期2012-04-24
2. 英格蘭足總盃 歷屆冠軍（页面存档备份，存于）